# Peter Sollett
Peter Sollett (nacido el 1 de enero de 1976) es un director de cine y  guionista norteamericano conocido principalmente por sus largometrajes Raising Victor Vargas (2002) y Nick and Norah's Infinite Playlist (2008). 

## Primeros años
Sollett nació en Bensonhurst, Brooklyn, Nueva York . Creció en Bensonhurst en un barrio ítalo judío, donde afirma que su infancia "se pasó a un lado de la calle" debido a las tensiones raciales. Su padre era fotógrafo para un periódico, y según él lo inspiró a tomar una cámara.

## Carrera
La primera película de Sollett fue Five Feet High and Rising, un cortometraje de 26 minutos sobre el crecimiento y la llegada a la adultez del adolescente Víctor Vargas. Él y Eva Vives escribieron Five Feet High and Rising como su película de tesis en 1998 en la Tisch School of the Arts de la Universidad de Nueva York y en ella Sollett se desempeñó como director, director de fotografía y editor. Después de que tuvo la oportunidad de trabajar con profesionales de la industria del cine en el Programa de Residencia de Cannes, el cortometraje se proyectó en el circuito del festival y ganó varios premios en el Festival de Cine de Sundance, Festival de Cine de Cannes, Aspen Shortsfest, Valencia International Film Festival, South by Southwest Film Festival y Cinema Jove International Film Festival . Dos años después del lanzamiento de Five Feet High and Rising, Sollett y Vives se reunieron para colaborar en una continuación que se convirtió en Raising Victor Vargas, originalmente llamado Long Way Home . Mientras Sollett dice que Five Feet High and Rising era puramente autobiográfico y basado en el barrio ítalo judío en el que creció en Brooklyn, él y Vives decidieron crear otra película directamente sobre las experiencias de los personajes principales Víctor y Judy, continuando dos años después de que la película terminara.  Usando el mismo reparto que el cortometraje original, escribió un guion de acción, el cual no compartió con ninguno de los actores para alentarlos a improvisar y crear un sentimiento de espontaneidad y autenticidad. Criar a Victor Vargas le valió a Sollett tres nominaciones al Independent Spirit Award en las categorías de Mejor Película, Mejor Director y Mejor Primer Guion,  así como otros premios y nominaciones en el Viennale, San Sebastián International Film Festival, Online Film Critics Society Awards, Festival de Cine de Deauville, Premios Gotham y Premio Humanitas . 
Sollett dirigió la película de 2008 Nick & Norah's Infinite Playlist, protagonizada por Michael Cera y Kat Dennings, también ambientada en la ciudad de Nueva York.  Aunque no escribió el guion, sino que solo dirigió el libreto de Lorene Scafaria, basado en una novela del mismo nombre de Rachel Cohn y David Levithan, imbuyó el mismo de sus propias experiencias mientras dirigía la película. La película se desarrolla durante una noche en Manhattan, donde varios adolescentes de Nueva Jersey se trasladaron a pasar la noche, algo con lo que Sollett estaba familiarizado y a menudo hacía, habiendo vivido en Brooklyn de niño y en Staten Island de adulto. Muchos de sus lugares personales favoritos de Manhattan también aparecieron en la película, incluyendo Katz's Deli y Mercury Lounge del Lower East Side .  
Sollett era miembro de la facultad de la Escuela de Artes de la Universidad de Columbia . Ahora enseña en la Escuela de Artes Cinematográficas de la USC.

## Vida personal
Sollett comentó que el personaje de Víctor Vargas es la manifestación de sus fantasías de adolescencia y que Víctor es el chico que le gustaría haber sido, mucho más seguro de sí mismo que su yo real, describiéndose a sí mismo como "el niño en  el [su] vecindario que veía todas las cosas que sucedían entre chicos y chicas, pero que nunca pudo acceder al jugo que esos chicos tenían para hacer lo que había que hacer ". Por el contrario, sintió que Nick O'Leary de la lista de reproducción infinita de Nick & Norah "no es diferente" de él mismo en su adolescencia.

### Influencias
Sollett fue influenciado por François Truffaut, John Cassavetes,  Federico Fellini,  Martin Scorsese e Ingmar Bergman .  

## Filmografía
Largometrajes
- Criando a Víctor Vargas (2002)
- Nick y Nora, una noche de música y amor (2008)
- Freeheld (2015)
- Metal Lords (2022)

Televisión
- State of Romance (2009)
- The Burg (2009)
- Ben y Kate (2012 - episodio 5: " Kit de emergencia ")
- Vinilo (2016 - episodio # 5: " Él en el fuego racista ")
- The Path (2018 - episodios 30 & 31: " Los jardines de Giverny " / " The Door ")
- Rise (2018 - episodio # 7: " This Will God Willing Get Better Better ")
- The Village (2019 - episodios 2 & 3: " Good Thing " / " In Your Bones ")
- Evil (2019 - episodio # 4: " Rose390 ")
- Casi familia (2019 - episodio # 8: " Fertile AF ")

## Premios y distinciones
Festival Internacional de Cine de Cannes
| Año  | Categoría     | Película                  | Resultado |
| ---- | ------------- | ------------------------- | --------- |
| 2000 | Cinéfondation | Five Feet High and Rising | Ganador   |

Festival Internacional de Cine de San Sebastián
| Año  | Categoría               | Película              | Resultado |
| ---- | ----------------------- | --------------------- | --------- |
| 2002 | Premio Made in Spanish  | Raising Victor Vargas | Ganador   |
| 2015 | Premio a la Solidaridad | Freeheld              | Ganador   |
| 2015 | Premio Sebastiane       | Freeheld              | Ganador   |